# Lagnasco
Lagnasco är en ort och kommun i provinsen Cuneo i regionen Piemonte i Italien. Kommunen hade 1 432 invånare (2018).